# Kürthy Katalin
Kürthy Katalin (Kolozsvár, 1941. november 18.) erdélyi magyar matematikatanár.

## Életpályája
1959-ben érettségizett Kolozsváron a mai Apáczai Csere János Elméleti Líceum elődjében. 1964-ben matematika-fizika szakot végzett a Babeș–Bolyai Tudományegyetemen. 1964–1969 Besztercén tanított matematikát és fizikát az akkori 2. számú líceumban (ma Andrei Mureșan Líceum). Utána 1978-ig matematikát és fizikát tanított a kolozsvári 15-ös számú (ma Onisifor Ghibu) líceumban. 1978-tól a mai Báthory István Elméleti Líceumban tanított matematikát egészen nyugdíjazásáig.
Több matematika tankönyv és példatár szerzője, sok tankönyv fordítója.

## Könyvei
- Matematika: Mértan, trigonometria: tankönyv a 10. osztály számára (román nyelven összeállította: Augustin Cota, Radó Márta, Kürthy Katalin, Mariana Răduţiu, Elena Felicia Popa, Florica Vornicescu; magyarra fordította Kovács Kálmán, Kürthy Katalin, Lázár Irén, Orbán Béla). Didaktikai és pedagógiai kiadó, Bukarest, 1990.
- Matematika feladatok a IX. osztályba felvételizők számára, Stúdium Kiadó, Kolozsvár, 1994.
- Matematika feladatok az érettségi és felvételi vizsgára készülők részére,Stúdium Kiadó, Kolozsvár, 1996.
- Barangoljunk a matematika világában! Ábel Kiadó, Kolozsvár, 2015.

## Kitüntetései
- Ezüstgyopár díj, 2007
- Farkas Gyula-emlékérem, 2008